# Охара Саяка
Саяка Охара  (яп. 大原 さやか Охара Саяка, нар. 6 грудня 1975, Йокогама, Канагава)  — японська сейю, радіоведуча та нараторка. 
2013 року удостоїлася премії Seiyu Awards в номінації «Кращі акторки другого плану».
Серед фанатів відома як Са:я сая-сая (яп. さぁや、さやさや).
Її молодший брат — японський сейю Такасі Охара. 
Одружена з 2009 року. Грає на віолончелі.

## Ролі

### Аніме
1998

- Case Closed (Юрі Сирай)

1999

- BBidaman Bakugaiden V (Дженніфер)
- Devil Lady (Ері Асакава)
- Seikai no Monshou (Kuhaspia)
- Seraphim Call (Кіе)
- Space Pirate Mito (Хіроко)
- Space Pirate Mito 2 (Хіроко)

2000

- Case Closed (Кайоко Такахасі)
- Shima Shima Tora no Shimajiro (Дівчина-собака)
- «Вандред» (Ezra Vieil)

2001

- Case Closed (Айко Місава)
- InuYasha (принцеса)
- Star Ocean: The Second Story (Nine)
- ZOE Dolores, i (оператор)
- рАена Ангелів» (Юко Хікава)
- аВндред» (Ezra Vieil)

2002

- Aquarian Age Sign for Evolution (Хігасі Араясікі)
- Asagiri no Miko (Сідзука Мідо)
- Azumanga Daioh (Пані Кімура)
- Case Closed (Мегумі Курата)
- Dragon Drive (Район Меґуро)
- Galaxy Angel (Мері)
- Onegai Teacher (Каеде Місумі)

2003

- InuYasha (Вакана)
- Kaleido Star (Лейла Гамільтон)
- Popotan (Ай)
- Scrapped Princess (Raquel Casull)
- Stratos 4 (Саяка Кісарагі)
- Sumeba Miyako no Cosmos-so Suttoko Taisen Dokkoider (Курінохара / Куріка)
- Yami to Boshi to Hon no Tabibito (Йоко Сумерагі)

2004

- «Бліч» (Куросакі Масакі)

2005
- Gekijouban xxxHOLiC - Manatsu no Yo no Yume ( Юко Ітіхара )
- Noein (Реко Утіда)

2006

- xxxHolic (Юко Ітіхара)

2007

- xxxHolic: Kei (Юко Ітіхара)
- Code Geass (Лелуш Ламперуж (період дитинства), Міллі Ешфорд)

2009
- Fairy Tail (Ерза Скарлетт)
- Umineko no Naku Koro ni (Беатріче, Клер вокс Бернардус, Сайо Ясуда)

2010
- xxxHOLiC Rou (Юко Ітіхара)
- Chu-Bra! ! (Тамакі Мідзуно)
- MM! (Томоко Садо)
- Queen's Blade: Utsukushiki Toushi-tachi (Мельфа)
- The Qwaser of Stigmata (Урара Ойкава)
- Sekirei: Pure Engagement (Мія Асама)

2011
- C³ (Піві)
- Fate / Zero (Айрісфіль)
- Freezing (Мілена)
- OniSuki (Нанака Таканасі)
- Shakugan no Shana Final (Бел-Пеол)
- Usagi Drop (Мама Кокі)

2012
- Jormungand (Валмет)
- Moyashimon Returns (Харука Хасегава)
- Muv-Luv (Стелла)
- Tari Tari (Махіру Сакай)
- Upotte! ! (Томпсон-сенсей)
- «Євангеліон 3.33: Ти (не) виправиш» (Суміре Нагара)

2013
- Suisei no Gargantia (Ріджет)

2014
- Love Stage!! (Наґіса Сена)

2015
- Prison School (Куріхара Марі)

2016
- Qualidea Code (Махірові Окуні)
- «Твоє ім'я» (Футаба Міямідзу)